# NK Vijfkamp Ereklasse 2018 (Wedstrijden Poule A)
De wedstrijden in de poulefase van het Nederlands kampioenschap Biljartvijfkamp Ereklasse 2018 werden gespeeld van 28 tot en met 30 maart in Berlicum.
Er werd gespeeld in twee poules van vier spelers. In poule A wisten Dave Christiani en Michel van Silfhout te kwalificeren voor de kruisfinale.

## Poule A

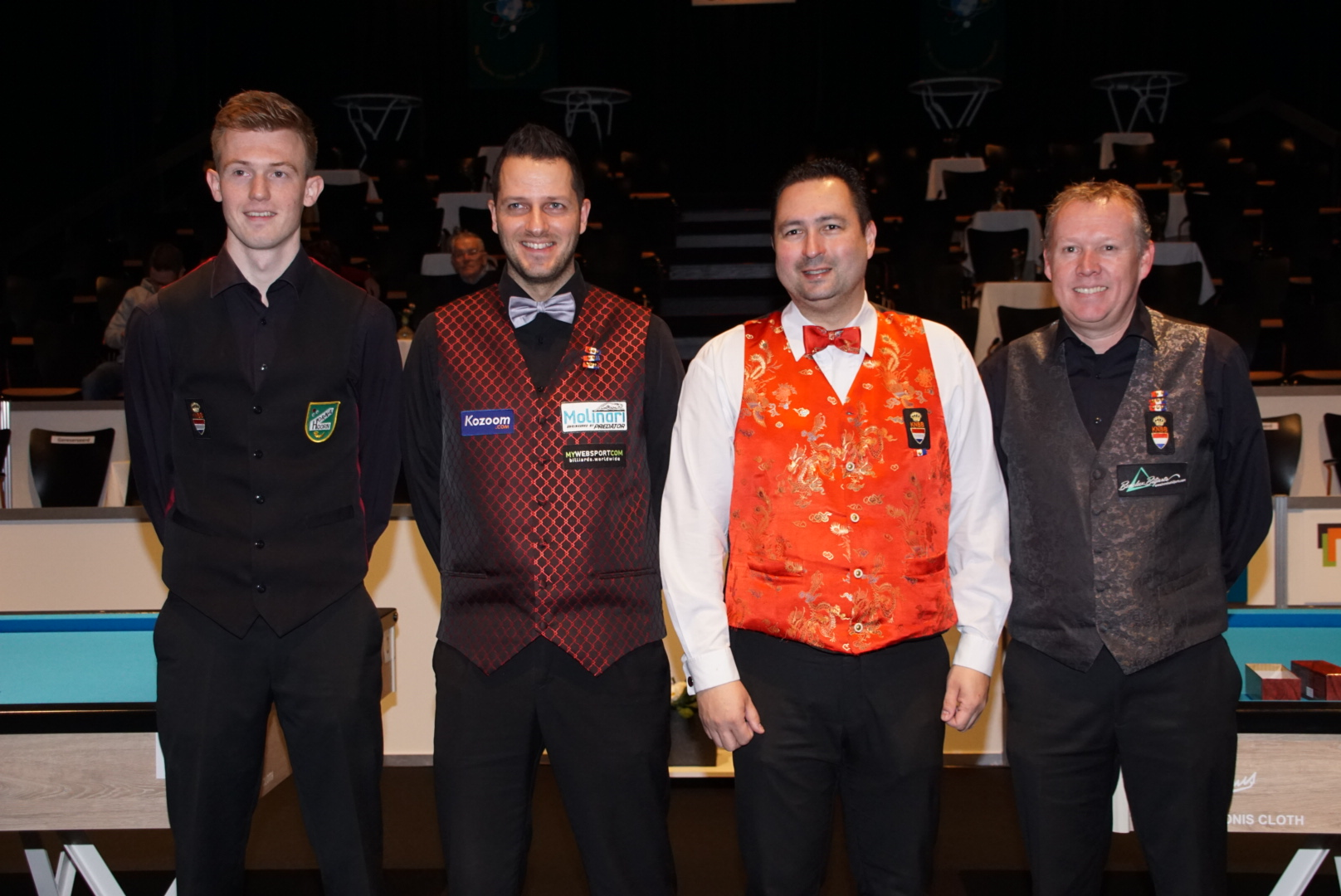
V.l.n.r: Ferry Jong, Dave Christiani, René Tull en Michel van Silfhout.

### Ronde 1 - 28 maart 2018
| Vijfkamp 2018 – Poule A - Ronde 1 A | Vijfkamp 2018 – Poule A - Ronde 1 A | Vijfkamp 2018 – Poule A - Ronde 1 A | Vijfkamp 2018 – Poule A - Ronde 1 A | Vijfkamp 2018 – Poule A - Ronde 1 A | Vijfkamp 2018 – Poule A - Ronde 1 A | Vijfkamp 2018 – Poule A - Ronde 1 A | Vijfkamp 2018 – Poule A - Ronde 1 A | Vijfkamp 2018 – Poule A - Ronde 1 A | Vijfkamp 2018 – Poule A - Ronde 1 A | Vijfkamp 2018 – Poule A - Ronde 1 A | Vijfkamp 2018 – Poule A - Ronde 1 A | Vijfkamp 2018 – Poule A - Ronde 1 A | Vijfkamp 2018 – Poule A - Ronde 1 A | 0 - 2           |
| SPELSOORT                           | SPELER                              | PP                                  | CAR                                 | MOY                                 | HS                                  | PROP                                | BRT                                 | PROP                                | HS                                  | MOY                                 | CAR                                 | PP                                  | SPELER                              |                 |
| ----------------------------------- | ----------------------------------- | ----------------------------------- | ----------------------------------- | ----------------------------------- | ----------------------------------- | ----------------------------------- | ----------------------------------- | ----------------------------------- | ----------------------------------- | ----------------------------------- | ----------------------------------- | ----------------------------------- | ----------------------------------- | --------------- |
| Libre                               |                                     | 0                                   | 126                                 | 63,00                               | 118                                 | 63,00                               | 2                                   | 150,00                              | 195                                 | 150,00                              | 300                                 | 2                                   |                                     | Libre           |
| Ankerkader 47/2                     | 0                                   | 42                                  | 21,00                               | 42                                  | 47,25                               | 2                                   | 225,00                              | 115                                 | 100,00                              | 200                                 | 2                                   | Ankerkader 47/2                     |                                     |                 |
| Ankerkader 71/2                     | 0                                   | 44                                  | 14,66                               | 20                                  | 52,80                               | 3                                   | 180,00                              | 139                                 | 50,00                               | 150                                 | 2                                   | Ankerkader 71/2                     |                                     |                 |
| Bandstoten                          | 0                                   | 49                                  | 9,80                                | 20                                  | 126,02                              | 5                                   | 257,20                              | 51                                  | 20,00                               | 100                                 | 2                                   | Bandstoten                          |                                     |                 |
| Driebanden                          | 0                                   | 28                                  | 1,037                               | 5                                   | 93,33                               | 27                                  | 100,00                              | 7                                   | 1,111                               | 30                                  | 2                                   | Driebanden                          |                                     |                 |
| Michel van Silfhout                 | Michel van Silfhout                 | Michel van Silfhout                 | PROPMOY                             | PROPMOY                             |                                     | UITSLAG                             | UITSLAG                             | UITSLAG                             |                                     | PROPMOY                             | PROPMOY                             | Dave Christiani                     | Dave Christiani                     | Dave Christiani |
| Michel van Silfhout                 | Michel van Silfhout                 | Michel van Silfhout                 | 76,48                               | 76,48                               | 0-10                                | 0-10                                | 0-10                                | 182,44                              | 182,44                              |                                     |                                     | Dave Christiani                     | Dave Christiani                     | Dave Christiani |
| Vijfkamp 2018 – Poule A - Ronde 1 B | Vijfkamp 2018 – Poule A - Ronde 1 B | Vijfkamp 2018 – Poule A - Ronde 1 B | Vijfkamp 2018 – Poule A - Ronde 1 B | Vijfkamp 2018 – Poule A - Ronde 1 B | Vijfkamp 2018 – Poule A - Ronde 1 B | Vijfkamp 2018 – Poule A - Ronde 1 B | Vijfkamp 2018 – Poule A - Ronde 1 B | Vijfkamp 2018 – Poule A - Ronde 1 B | Vijfkamp 2018 – Poule A - Ronde 1 B | Vijfkamp 2018 – Poule A - Ronde 1 B | Vijfkamp 2018 – Poule A - Ronde 1 B | Vijfkamp 2018 – Poule A - Ronde 1 B | Vijfkamp 2018 – Poule A - Ronde 1 B | 2 - 0           |
| SPELSOORT                           | SPELER                              | PP                                  | CAR                                 | MOY                                 | HS                                  | PROP                                | BRT                                 | PROP                                | HS                                  | MOY                                 | CAR                                 | PP                                  | SPELER                              |                 |
| Libre                               |                                     | 0                                   | 126                                 | 21,00                               | 90                                  | 21,00                               | 6                                   | 50,00                               | 240                                 | 50,00                               | 300                                 | 2                                   |                                     | Libre           |
| Ankerkader 47/2                     | 2                                   | 200                                 | 50,00                               | 66                                  | 112,50                              | 4                                   | 20,00                               | 15                                  | 8,00                                | 32                                  | 0                                   | Ankerkader 47/2                     |                                     |                 |
| Ankerkader 71/2                     | 0                                   | 4                                   | 0,80                                | 3                                   | 2,88                                | 5                                   | 108,00                              | 59                                  | 30,00                               | 150                                 | 2                                   | Ankerkader 71/2                     |                                     |                 |
| Bandstoten                          | 2                                   | 100                                 | 4,76                                | 27                                  | 61,23                               | 21                                  | 55,11                               | 26                                  | 4,28                                | 90                                  | 0                                   | Bandstoten                          |                                     |                 |
| Driebanden                          | 2                                   | 30                                  | 0,638                               | 5                                   | 57,44                               | 47                                  | 17,23                               | 2                                   | 0,191                               | 9                                   | 0                                   | Driebanden                          |                                     |                 |
| Ferry Jong                          | Ferry Jong                          | Ferry Jong                          | PROPMOY                             | PROPMOY                             |                                     | UITSLAG                             | UITSLAG                             | UITSLAG                             |                                     | PROPMOY                             | PROPMOY                             | René Tull                           | René Tull                           | René Tull       |
| Ferry Jong                          | Ferry Jong                          | Ferry Jong                          | 51,01                               | 51,01                               | 6-4                                 | 6-4                                 | 6-4                                 | 50,06                               | 50,06                               |                                     |                                     | René Tull                           | René Tull                           | René Tull       |

### Ronde 2 - 28 en 29 maart 2018
| Vijfkamp 2018 – Poule A - Ronde 2 A | Vijfkamp 2018 – Poule A - Ronde 2 A | Vijfkamp 2018 – Poule A - Ronde 2 A | Vijfkamp 2018 – Poule A - Ronde 2 A | Vijfkamp 2018 – Poule A - Ronde 2 A | Vijfkamp 2018 – Poule A - Ronde 2 A | Vijfkamp 2018 – Poule A - Ronde 2 A | Vijfkamp 2018 – Poule A - Ronde 2 A | Vijfkamp 2018 – Poule A - Ronde 2 A | Vijfkamp 2018 – Poule A - Ronde 2 A | Vijfkamp 2018 – Poule A - Ronde 2 A | Vijfkamp 2018 – Poule A - Ronde 2 A | Vijfkamp 2018 – Poule A - Ronde 2 A | Vijfkamp 2018 – Poule A - Ronde 2 A | 0 - 2               |
| SPELSOORT                           | SPELER                              | PP                                  | CAR                                 | MOY                                 | HS                                  | PROP                                | BRT                                 | PROP                                | HS                                  | MOY                                 | CAR                                 | PP                                  | SPELER                              |                     |
| ----------------------------------- | ----------------------------------- | ----------------------------------- | ----------------------------------- | ----------------------------------- | ----------------------------------- | ----------------------------------- | ----------------------------------- | ----------------------------------- | ----------------------------------- | ----------------------------------- | ----------------------------------- | ----------------------------------- | ----------------------------------- | ------------------- |
| Libre                               |                                     | 0                                   | 8                                   | 2,66                                | 8                                   | 2,66                                | 3                                   | 100,00                              | 296                                 | 100,00                              | 300                                 | 2                                   |                                     | Libre               |
| Ankerkader 47/2                     | 0                                   | 82                                  | 13,66                               | 31                                  | 30,75                               | 6                                   | 75,00                               | 88                                  | 33,33                               | 200                                 | 2                                   | Ankerkader 47/2                     |                                     |                     |
| Ankerkader 71/2                     | 2                                   | 150                                 | 13,63                               | 43                                  | 49,09                               | 11                                  | 45,16                               | 80                                  | 12,54                               | 138                                 | 0                                   | Ankerkader 71/2                     |                                     |                     |
| Bandstoten                          | 0                                   | 14                                  | 1,40                                | 6                                   | 18,00                               | 10                                  | 128,60                              | 73                                  | 10,00                               | 100                                 | 2                                   | Bandstoten                          |                                     |                     |
| Driebanden                          | 0                                   | 19                                  | 0,431                               | 5                                   | 38,86                               | 44                                  | 61,36                               | 6                                   | 0,681                               | 30                                  | 2                                   | Driebanden                          |                                     |                     |
| René Tull                           | René Tull                           | René Tull                           | PROPMOY                             | PROPMOY                             |                                     | UITSLAG                             | UITSLAG                             | UITSLAG                             |                                     | PROPMOY                             | PROPMOY                             | Michel van Silfhout                 | Michel van Silfhout                 | Michel van Silfhout |
| René Tull                           | René Tull                           | René Tull                           | 27,87                               | 27,87                               | 2-8                                 | 2-8                                 | 2-8                                 | 82,02                               | 82,02                               |                                     |                                     | Michel van Silfhout                 | Michel van Silfhout                 | Michel van Silfhout |
| Vijfkamp 2018 – Poule A - Ronde 2 B | Vijfkamp 2018 – Poule A - Ronde 2 B | Vijfkamp 2018 – Poule A - Ronde 2 B | Vijfkamp 2018 – Poule A - Ronde 2 B | Vijfkamp 2018 – Poule A - Ronde 2 B | Vijfkamp 2018 – Poule A - Ronde 2 B | Vijfkamp 2018 – Poule A - Ronde 2 B | Vijfkamp 2018 – Poule A - Ronde 2 B | Vijfkamp 2018 – Poule A - Ronde 2 B | Vijfkamp 2018 – Poule A - Ronde 2 B | Vijfkamp 2018 – Poule A - Ronde 2 B | Vijfkamp 2018 – Poule A - Ronde 2 B | Vijfkamp 2018 – Poule A - Ronde 2 B | Vijfkamp 2018 – Poule A - Ronde 2 B | 2 - 0               |
| SPELSOORT                           | SPELER                              | PP                                  | CAR                                 | MOY                                 | HS                                  | PROP                                | BRT                                 | PROP                                | HS                                  | MOY                                 | CAR                                 | PP                                  | SPELER                              |                     |
| Libre                               |                                     | 2                                   | 300                                 | 300,00                              | 300                                 | 300,00                              | 1                                   | 4,00                                | 4                                   | 4,00                                | 4                                   | 0                                   |                                     | Libre               |
| Ankerkader 47/2                     | 2                                   | 200                                 | 25,00                               | 64                                  | 56,25                               | 8                                   | 41,90                               | 53                                  | 18,62                               | 149                                 | 0                                   | Ankerkader 47/2                     |                                     |                     |
| Ankerkader 71/2                     | 0                                   | 104                                 | 26,00                               | 54                                  | 93,60                               | 4                                   | 135,00                              | 105                                 | 37,50                               | 150                                 | 2                                   | Ankerkader 71/2                     |                                     |                     |
| Bandstoten                          | 2                                   | 100                                 | 7,69                                | 37                                  | 98,92                               | 13                                  | 56,38                               | 25                                  | 4,38                                | 57                                  | 0                                   | Bandstoten                          |                                     |                     |
| Driebanden                          | 2                                   | 30                                  | 0,937                               | 5                                   | 84,37                               | 32                                  | 47,81                               | 3                                   | 0,531                               | 17                                  | 0                                   | Driebanden                          |                                     |                     |
| Dave Christiani                     | Dave Christiani                     | Dave Christiani                     | PROPMOY                             | PROPMOY                             |                                     | UITSLAG                             | UITSLAG                             | UITSLAG                             |                                     | PROPMOY                             | PROPMOY                             | Ferry Jong                          | Ferry Jong                          | Ferry Jong          |
| Dave Christiani                     | Dave Christiani                     | Dave Christiani                     | 126,62                              | 126,62                              | 8-2                                 | 8-2                                 | 8-2                                 | 57,01                               | 57,01                               |                                     |                                     | Ferry Jong                          | Ferry Jong                          | Ferry Jong          |

### Ronde 3 - 29 en 30 maart 2018
| Vijfkamp 2018 – Poule A - Ronde 3 A | Vijfkamp 2018 – Poule A - Ronde 3 A | Vijfkamp 2018 – Poule A - Ronde 3 A | Vijfkamp 2018 – Poule A - Ronde 3 A | Vijfkamp 2018 – Poule A - Ronde 3 A | Vijfkamp 2018 – Poule A - Ronde 3 A | Vijfkamp 2018 – Poule A - Ronde 3 A | Vijfkamp 2018 – Poule A - Ronde 3 A | Vijfkamp 2018 – Poule A - Ronde 3 A | Vijfkamp 2018 – Poule A - Ronde 3 A | Vijfkamp 2018 – Poule A - Ronde 3 A | Vijfkamp 2018 – Poule A - Ronde 3 A | Vijfkamp 2018 – Poule A - Ronde 3 A | Vijfkamp 2018 – Poule A - Ronde 3 A | 2 - 0      |
| SPELSOORT                           | SPELER                              | PP                                  | CAR                                 | MOY                                 | HS                                  | PROP                                | BRT                                 | PROP                                | HS                                  | MOY                                 | CAR                                 | PP                                  | SPELER                              |            |
| ----------------------------------- | ----------------------------------- | ----------------------------------- | ----------------------------------- | ----------------------------------- | ----------------------------------- | ----------------------------------- | ----------------------------------- | ----------------------------------- | ----------------------------------- | ----------------------------------- | ----------------------------------- | ----------------------------------- | ----------------------------------- | ---------- |
| Libre                               |                                     | 1                                   | 300                                 | 100,00                              | 150                                 | 100,00                              | 3                                   | 100,00                              | 250                                 | 100,00                              | 300                                 | 1                                   |                                     | Libre      |
| Ankerkader 47/2                     | 2                                   | 200                                 | 28.57                               | 88                                  | 64,28                               | 7                                   | 43,07                               | 95                                  | 19,14                               | 134                                 | 0                                   | Ankerkader 47/2                     |                                     |            |
| Ankerkader 71/2                     | 2                                   | 150                                 | 18,75                               | 59                                  | 67,50                               | 8                                   | 42,75                               | 59                                  | 11,87                               | 95                                  | 0                                   | Ankerkader 71/2                     |                                     |            |
| Bandstoten                          | 2                                   | 100                                 | 5,26                                | 16                                  | 67,68                               | 19                                  | 55,50                               | 26                                  | 4,31                                | 82                                  | 0                                   | Bandstoten                          |                                     |            |
| Driebanden                          | 2                                   | 30                                  | 0,937                               | 6                                   | 84,37                               | 32                                  | 33,75                               | 2                                   | 0,375                               | 12                                  | 0                                   | Driebanden                          |                                     |            |
| Michel van Silfhout                 | Michel van Silfhout                 | Michel van Silfhout                 | PROPMOY                             | PROPMOY                             |                                     | UITSLAG                             | UITSLAG                             | UITSLAG                             |                                     | PROPMOY                             | PROPMOY                             | Ferry Jong                          | Ferry Jong                          | Ferry Jong |
| Michel van Silfhout                 | Michel van Silfhout                 | Michel van Silfhout                 | 76,76                               | 76,76                               | 9-1                                 | 9-1                                 | 9-1                                 | 55,01                               | 55,01                               |                                     |                                     | Ferry Jong                          | Ferry Jong                          | Ferry Jong |
| Vijfkamp 2018 – Poule A - Ronde 3 B | Vijfkamp 2018 – Poule A - Ronde 3 B | Vijfkamp 2018 – Poule A - Ronde 3 B | Vijfkamp 2018 – Poule A - Ronde 3 B | Vijfkamp 2018 – Poule A - Ronde 3 B | Vijfkamp 2018 – Poule A - Ronde 3 B | Vijfkamp 2018 – Poule A - Ronde 3 B | Vijfkamp 2018 – Poule A - Ronde 3 B | Vijfkamp 2018 – Poule A - Ronde 3 B | Vijfkamp 2018 – Poule A - Ronde 3 B | Vijfkamp 2018 – Poule A - Ronde 3 B | Vijfkamp 2018 – Poule A - Ronde 3 B | Vijfkamp 2018 – Poule A - Ronde 3 B | Vijfkamp 2018 – Poule A - Ronde 3 B | 0 - 2      |
| SPELSOORT                           | SPELER                              | PP                                  | CAR                                 | MOY                                 | HS                                  | PROP                                | BRT                                 | PROP                                | HS                                  | MOY                                 | CAR                                 | PP                                  | SPELER                              |            |
| Libre                               |                                     | 0                                   | 2                                   | 2,00                                | 2                                   | 2,00                                | 1                                   | 300,00                              | 300                                 | 300,00                              | 300                                 | 2                                   |                                     | Libre      |
| Ankerkader 47/2                     | 0                                   | 61                                  | 5,54                                | 28                                  | 12,47                               | 11                                  | 40,90                               | 77                                  | 18,18                               | 200                                 | 2                                   | Ankerkader 47/2                     |                                     |            |
| Ankerkader 71/2                     | 2                                   | 150                                 | 21,42                               | 46                                  | 77,14                               | 7                                   | 30,34                               | 22                                  | 8,42                                | 59                                  | 0                                   | Ankerkader 71/2                     |                                     |            |
| Bandstoten                          | 0                                   | 77                                  | 7,00                                | 34                                  | 90,02                               | 11                                  | 116,90                              | 32                                  | 9,09                                | 100                                 | 2                                   | Bandstoten                          |                                     |            |
| Driebanden                          | 2                                   | 30                                  | 1,200                               | 5                                   | 108,00                              | 25                                  | 57,60                               | 2                                   | 0,640                               | 16                                  | 0                                   | Driebanden                          |                                     |            |
| Dave Christiani                     | Dave Christiani                     | Dave Christiani                     | PROPMOY                             | PROPMOY                             |                                     | UITSLAG                             | UITSLAG                             | UITSLAG                             |                                     | PROPMOY                             | PROPMOY                             | René Tull                           | René Tull                           | René Tull  |
| Dave Christiani                     | Dave Christiani                     | Dave Christiani                     | 58,72                               | 58,72                               | 4-6                                 | 4-6                                 | 4-6                                 | 109,14                              | 109,14                              |                                     |                                     | René Tull                           | René Tull                           | René Tull  |

## Eindstand Poule A
| EINDSTAND NK BILJARTVIJFKAMP - POULE A | EINDSTAND NK BILJARTVIJFKAMP - POULE A | EINDSTAND NK BILJARTVIJFKAMP - POULE A | EINDSTAND NK BILJARTVIJFKAMP - POULE A | EINDSTAND NK BILJARTVIJFKAMP - POULE A |
|                                        | SPELER                                 | MP                                     | PP                                     | PROP                                   |
| -------------------------------------- | -------------------------------------- | -------------------------------------- | -------------------------------------- | -------------------------------------- |
| 1                                      | Dave Christiani                        | 4                                      | 22                                     | 122,59                                 |
| 2                                      | Michel van Silfhout                    | 4                                      | 17                                     | 78,42                                  |
| 3                                      | René Tull                              | 2                                      | 12                                     | 62,35                                  |
| 4                                      | Ferry Jong                             | 2                                      | 9                                      | 54,35                                  |
|                                        |                                        |                                        |                                        |                                        |